# Tapis de Kachan
 (juillet 2016).
Le tapis de Kachan est un type de tapis persan.
L'artisanat s'est interrompu à Kashan entre l'invasion des afghans (1722) et la fin du XIXe siècle. La relance de la production de tapis a été faite avec des tapis à une laine de qualité supérieure. Les premiers exemplaires de cette reprise sont appelés Kashan Motashemi, vraisemblablement d'après le nom d'un artisan.

## Description
Les tapis de Kashan sont parmi les meilleurs d'Iran grâce à la qualité de leur laine, à leur nouage extrêmement serré et à la beauté des coloris et des dessins.
Le fond est presque toujours orné d'un médaillon central qui se termine en haut et en bas par deux couronnes fleuries. Sur le reste du fond s'entrelacent fleurs et rinceaux. La bordure est le plus souvent ornée du motif hérati pour la bande centrale et de rosaces pour les bandes secondaires.
Certains exemplaires sont à sujets et noués de soie.
Le fond des Kashans est souvent de couleur rouge brique ou bleu foncé. Un tapis à fond bleu a souvent un médaillon et des bordures rouges et vice-versa.
Le panj rang ("cinq couleurs") est noué uniquement avec des laines de cinq couleurs. Le fond est généralement ivoire et les motifs dans diverses tons de beige, gris et bleu azur.